# Nickcaves pterygocephalus
Nickcaves pterygocephalus è un pesce osseo estinto, appartenente ai teleostei. Visse nell'Eocene inferiore/medio (circa 49-50 milioni di anni fa) e i suoi resti fossili sono stati ritrovati in Italia, nel ben noto giacimento di Bolca.

## Descrizione
Questo pesce era di dimensioni minuscole, e non raggiungeva i due centimetri di lunghezza. Era dotato di un corpo moderatamente allungato, con una coda a forma di ventaglio e una testa alta e dotata di un muso corto, con una piccola bocca. La caratteristica principale di Nickcaves era data dalla presenza di alcune spine allungate e robuste poste appena dietro al cranio, che sostenevano una pinna dorsale allungata e nastriforme, simile a una vela, che terminava appena prima della pinna caudale.  
In generale, lo scheletro di Nickcaves sembra essere estremamente semplificato, forse a causa dell'estrema riduzione di taglia di questo animale; le squame, inoltre, erano ricoperte dai piccolissime spine. 

## Classificazione
Nickcaves è un rappresentante della famiglia Pietschellidae, un piccolo gruppo di pesci di taglia minuscola conosciuti solo per fossili ritrovati nella zona di Bolca, in provincia di Verona; questa famiglia, di incerta collocazione sistematica, è comunque attribuibile al grande gruppo dei Percomorpha. Nickcaves è stato descritto per la prima volta nel 2015 sulla base di un esemplare ritrovato a Monte Postale, e il suo nome generico è in onore di Nick Cave, il leader della band Nick Cave and the Bad Seeds.